# Heegermeer
Das Heegermeer, auch Hegemer Mar, ist ein See in den Niederlanden. 

## Lage
Das Heegermeer liegt in der Provinz Friesland zwischen den Städten Heeg im Nordosten und Koudum im Südwesten. Der flache See ist ca. 12 km lang und bis 2 km breit, seine Fläche beträgt ca. 15 Quadratkilometer. Der Johan-Willem-Friso-Kanal durchfließt den See westlich von Stavoren kommend, so dass Wasserfahrzeuge über das IJsselmeer Anschluss bis zur Nordsee haben.